# Partia Demokratyczna (Malta)
Partia Demokratyczna (Maltański: Partit Demokratiku, PD) – powstała w 2016 maltańska partia polityczna o charakterze liberalnym.

## Historia
Partia została założona w 2016 po rozstaniu z Partią Pracy. Ogłaszając powstanie nowej partii, Marlene Farrugia jako tymczasowy lider stwierdziła, że partia jest nową alternatywą dla tradycyjnie dominujących Partii Pracy i Partii Narodowej.